# 1973 في أستراليا
فيما يلي قوائم الأحداث التي وقعت خلال عام 1973 في أستراليا.

## سياسة

### تعيين في المنصب
- 10 مارس – ريمون ستيل هول عضو مجلس النواب جنوب أستراليا من الجمعية.
- 24 سبتمبر – نيكولاس شحادة اللورد عمدة سيدني.

### انتهاء فترة المنصب
- 9 مارس – ريمون ستيل هول عضو مجلس النواب جنوب أستراليا من الجمعية.

## ظهور
- 31 ديسمبر – أيه سي/دي سي فرقة روك أسترالية.

## مواليد

### يناير
- 31 يناير – بورشيا دي روسي

### فبراير
- 15 فبراير – ساره وينتر ممثلة أسترالية.
- 16 فبراير – كاثي فريمان[1]

### مارس
- 5 مارس – نيكول برات لاعبة كرة مضرب أسترالية.
- 9 مارس – داني غرين ملاكم أسترالي.
- 24 مارس – ستيف كوريكا لاعب كرة قدم أسترالي.[2]

### أبريل
- 17 أبريل – بريت ماهر لاعب كرة سلة أسترالي.
- 17 أبريل – روس ألويسي لاعب كرة قدم أسترالي.[3]

### مايو
- 10 مايو – جوشوا إيغل لاعب كرة مضرب أسترالي.
- 22 مايو – داني تيتو لاعب كرة قدم أسترالي.[4]

### يونيو
- 1 يونيو – آدم غارسيا[5]
- 1 يونيو – جوليان هيل سياسي أسترالي.
- 12 يونيو – كاترين باركلي لاعبة كرة مضرب أسترالية.

### يوليو
- 4 يوليو – توني بوبوفيتش لاعب كرة قدم أسترالي.[6]

### أغسطس
- 6 أغسطس – ستيوارت اوغرادي درّاج طريق أسترالي.

### سبتمبر
- 2 سبتمبر – مارك شيلد حكم كرة قدم أسترالي.
- 5 سبتمبر – جيني ويتل لاعبة كرة سلة أسترالية.
- 29 سبتمبر – بول روجرز لاعب كرة سلة أسترالي.

### أكتوبر
- 4 أكتوبر – مارتن كاتاليني لاعب كرة سلة أسترالي.
- 30 أكتوبر – ريتشي ألاغيتش لاعب كرة قدم أسترالي.[7]

### نوفمبر
- 12 نوفمبر – رادها ميتشيل ممثلة أسترالية.[8]
- 13 نوفمبر – سام سليمان ملاكم أسترالي.
- 30 نوفمبر – كيت فيشر[9]

## وفيات

### ديسمبر
- 22 ديسمبر – جيمس أندرسون (مواليد 1895) لاعب كرة مضرب أسترالي.